# Johannes Ericson (1850–1894)
Johannes Ericson i riksdagen kallad Ericsson i Borekulla, född 11 april 1850 i Landa socken, Hallands län, död 21 september 1894 i Chicago, hemmansägare och riksdagsman.
Ericson var ägare till ett hemman i Borekulla i Halland. I riksdagen var han ledamot av andra kammaren 1888-1890. I riksdagen skrev han 5 egna motioner, bland annat om lokala frågor som inlösen av gamla landgillet i Halland och skattelindring för de skatteköpta halländska kyrkohemmanena.